# Campionati europei di ciclismo su strada 2016 - Gara in linea maschile Elite
La gara in linea maschile Elite dei Campionati europei di ciclismo su strada 2016, la prima della storia, si disputò il 18 settembre 2016 in Francia, con partenza e arrivo a Plumelec, su un percorso di 13,7 km da ripetere 17 volte per un totale di 232,9 km. La medaglia d'oro fu appannaggio dello slovacco Peter Sagan, il quale completò il percorso con il tempo di 5h34'23" alla media di 41,790 km/h; l'argento andò invece al francese Julian Alaphilippe e il bronzo allo spagnolo Daniel Moreno.
Sul traguardo 101 ciclisti, su 142 partenti, completarono la gara.

## Squadre e corridori partecipanti
| N.      | Cod. | Squadra         |
| ------- | ---- | --------------- |
| 1-9     | BEL  | Belgio          |
| 10-18   | FRA  | Francia         |
| 19-27   | ITA  | Italia          |
| 28-36   | ESP  | Spagna          |
| 37-45   | NLD  | Paesi Bassi     |
| 46-54   | DEU  | Germania        |
| 55-63   | CHE  | Svizzera        |
| 64-72   | POL  | Polonia         |
| 73-82   | CZE  | Repubblica Ceca |
| 84-92   | RUS  | Russia          |
| 94-99   | PRT  | Portogallo      |
| 100-106 | UKR  | Ucraina         |
| 107-114 | SVN  | Slovenia        |
| 115-120 | SVK  | Slovacchia      |
| 122-123 | AUT  | Austria         |
| 127-130 | IRL  | Irlanda         |
| 131-137 | EST  | Estonia         |

| N.      | Cod. | Squadra     |
| ------- | ---- | ----------- |
| 138-140 | LTU  | Lituania    |
| 142     | LUX  | Lussemburgo |
| 143-146 | BLR  | Bielorussia |
| 148-149 | HRV  | Croazia     |
| 151-152 | LVA  | Lettonia    |
| 154     | AZE  | Azerbaigian |
| 155     | GRC  | Grecia      |
| 157     | SWE  | Svezia      |
| 159     | FIN  | Finlandia   |
| 160     | ISR  | Israele     |
| 161-163 | ALB  | Albania     |
| 165-166 | MDA  | Moldavia    |
| 169     | HUN  | Ungheria    |
| 171     | MNE  | Montenegro  |
| 172-173 | AND  | Andorra     |
| 174-175 | BGR  | Bulgaria    |

## Ordine d'arrivo (Top 10)
| Pos. | Corridore          | Squadra    | Tempo    |
| ---- | ------------------ | ---------- | -------- |
| 1    | Peter Sagan        | Slovacchia | 5h34'23" |
| 2    | Julian Alaphilippe | Francia    | s.t.     |
| 3    | Daniel Moreno      | Spagna     | s.t.     |
| 4    | Samuel Dumoulin    | Francia    | s.t.     |
| 5    | Petr Vakoč         | Rep. Ceca  | s.t.     |
| 6    | Rui Costa          | Portogallo | s.t.     |
| 7    | Tony Gallopin      | Francia    | a 3"     |
| 8    | Philippe Gilbert   | Belgio     | s.t.     |
| 9    | Diego Ulissi       | Italia     | s.t.     |
| 10   | Luis León Sánchez  | Spagna     | s.t.     |